# Castelliere

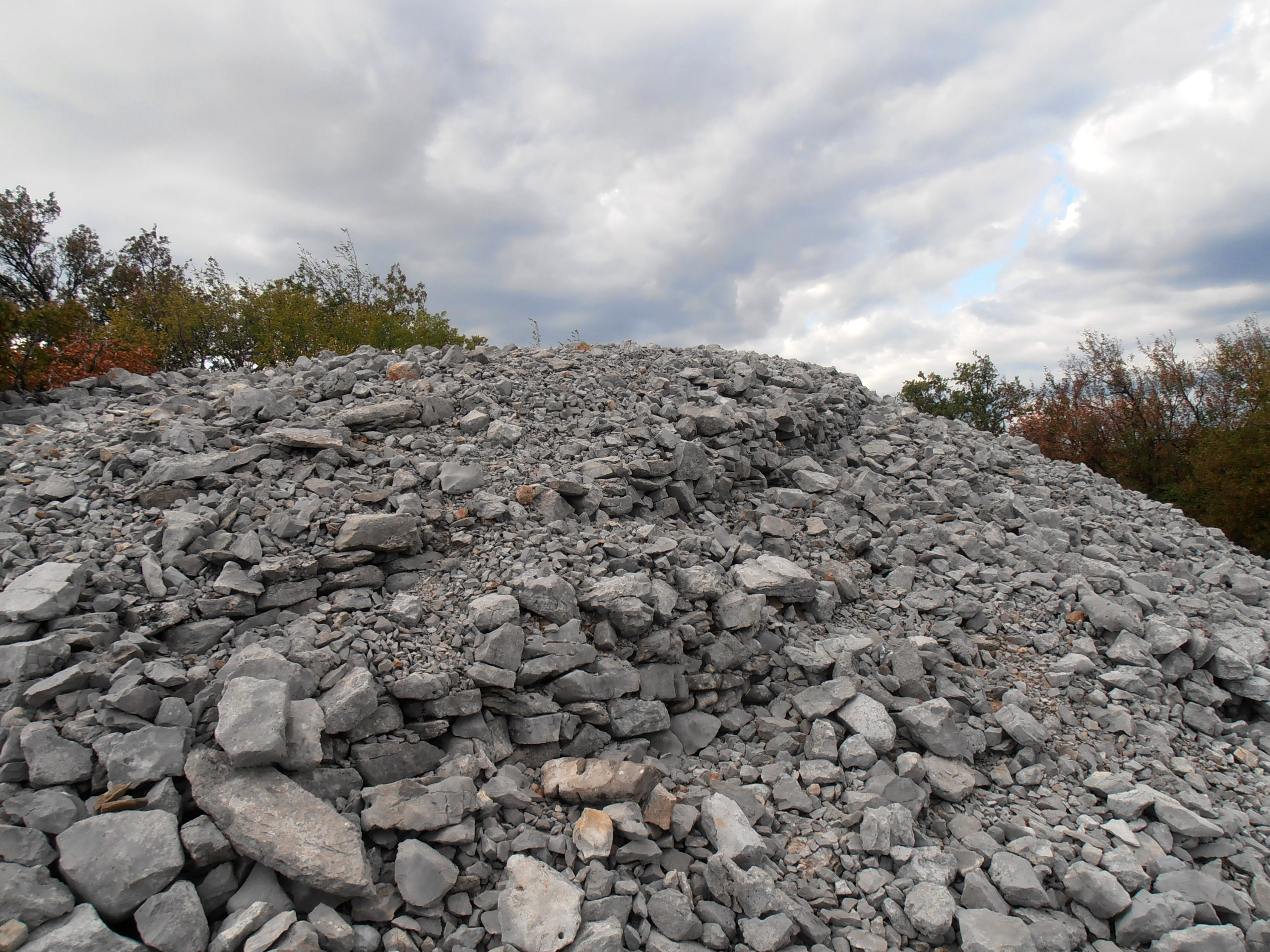
Castelliere di Slivia (TS)

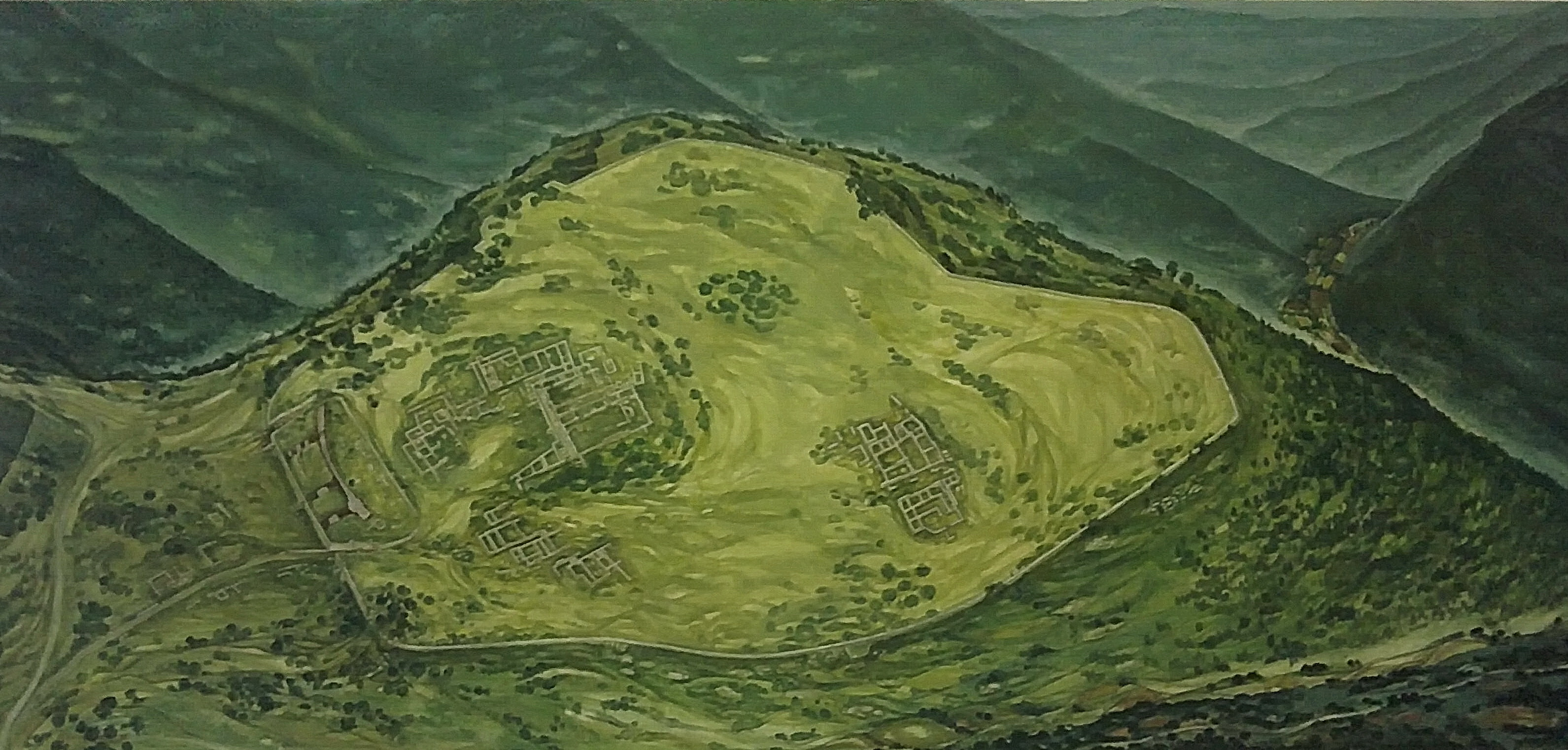
Ricostruzione grafica di Nesazio (Istria)

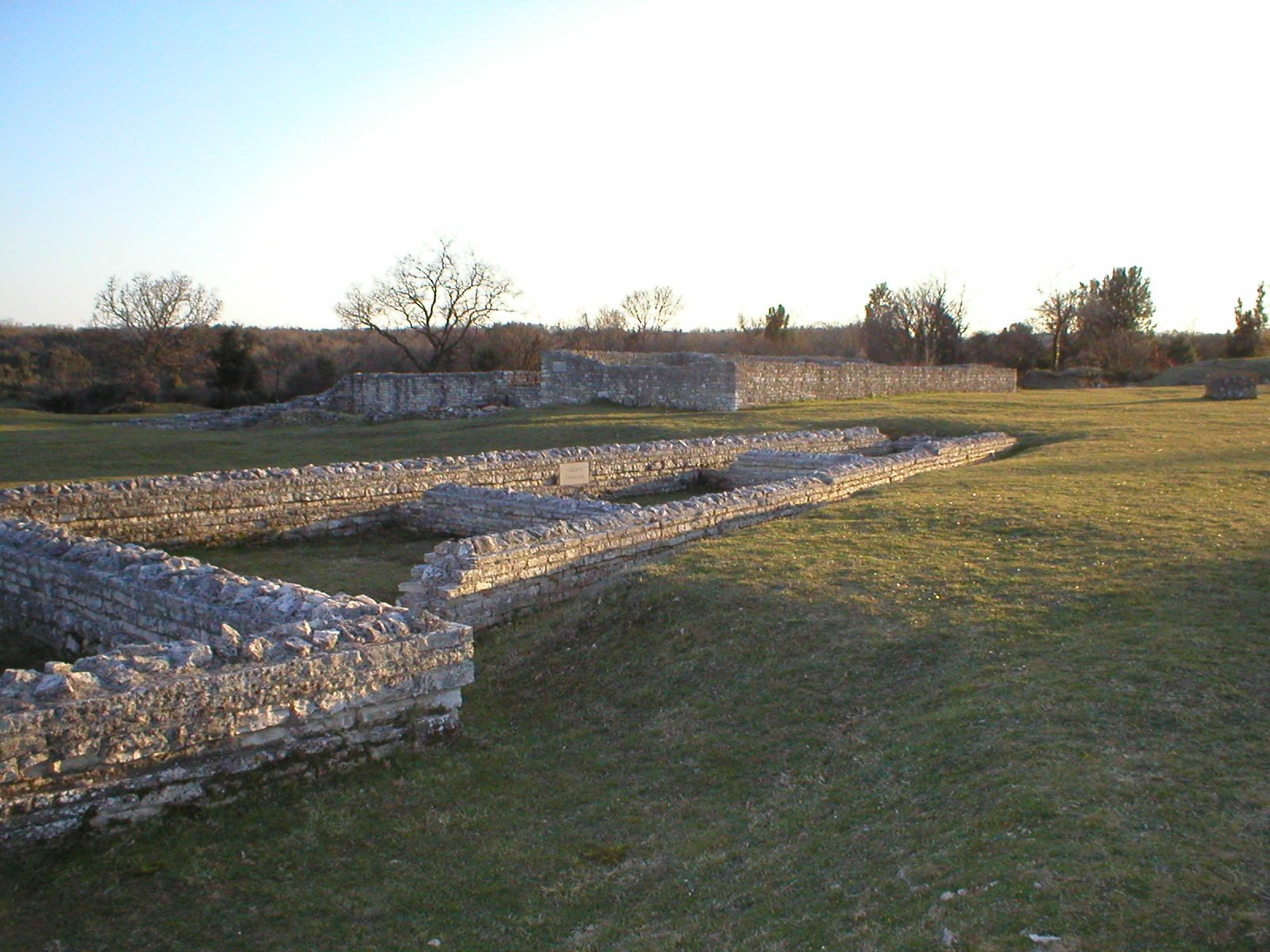
Resti di Nesazio (Istria)

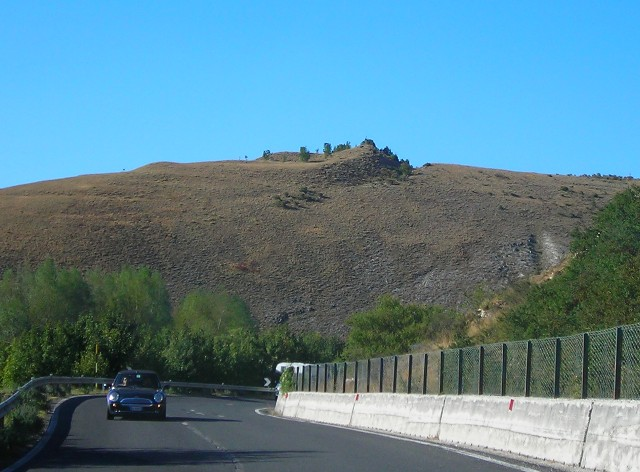
Castelliere del monte Cassicchio sugli altopiani di Colfiorito

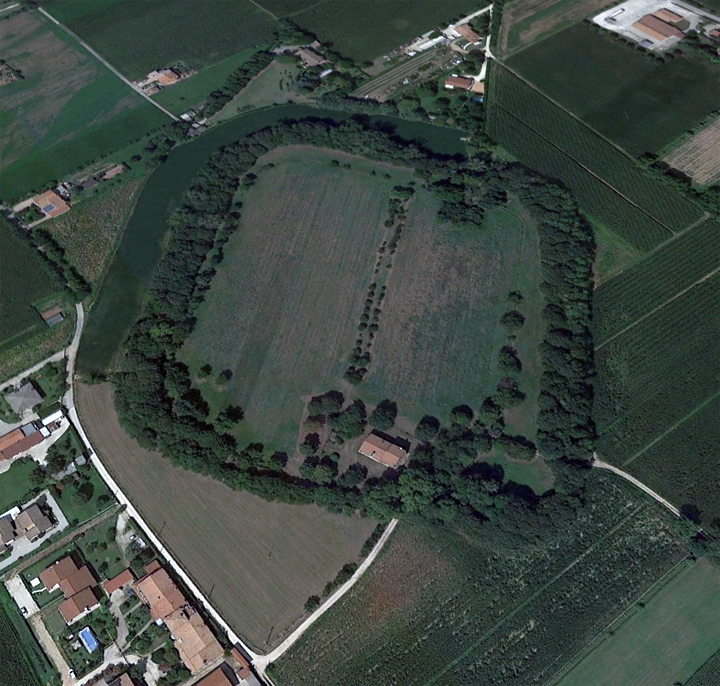
Motte di Castello di Godego (TV)

Il castelliere (o castellare) è un piccolo insediamento, o villaggio, fortificato protostorico (età del bronzo e del ferro), che sorgeva in genere in posizione elevata facilmente difendibile, in cui una situazione difensiva naturale veniva sfruttata e rafforzata dall'opera dell'uomo.
Questo termine identifica, in particolare, alcune costruzioni della zona del Veneto, del Carso, del Friuli e dell'Istria; nelle Marche essi sono noti con il termine di gradìne.

## Descrizione
Le fortificazioni sono in genere costituite da aggeri e palizzate di legno. Nell’Istria, dove si individuano i castellieri più evoluti, essi possono essere delimitati da due o tre valli che seguono il profilo della collina come una curva di livello. Nei castellieri a muraglione, al contrario di quelli a terrapieno, tali cinte sono costruite con blocchi di pietra e possono mancare sui versanti già naturalmente difesi. Gli accessi possono essere fortificati.
Non sono frequenti i resti dei villaggi che occupavano queste fortificazioni. In quelli più antichi si ritrovano ceramiche scure e utensili in pietra levigata, mentre in quelli dell'età del ferro già si trovano fibule e capeduncole nere lucidate.
Al villaggio fortificato sono a volte associate necropoli esterne, anticamente ad inumazione con il defunto racchiuso entro cassette costituite da lastre pietrose, impreziosite da vasi e martelli. Nell'età del ferro, invece, le necropoli sono ad incinerazione e i reperti sono più vasti, comprendenti ossuari, anelloni, ossa di cervo, oggetti metallici.

## Storia
I castellieri caratterizzano la cultura dei castellieri, sviluppatasi in Istria e nelle zone limitrofe (Trieste e Friuli) tra il XV e il III secolo a.C.
In Istria ve ne sono oltre 500. I più noti sono quelli di Montorcino o Monte Ursino (presso Dignano), Nesazio, i tre Pizzughi, Elleri e Verno. Tra il Bronzo Antico e il Bronzo Medio, vennero fondati i primi castellieri nelle pianure friulane. Essi sorsero lungo le lavie e i torrenti, in quanto garantivano l’approvvigionamento idrico per uomini, animali e campi. Il termine viene dal latino castellum, poi trasformato nel Medioevo in castelerium. Si trovano anche nelle zone di confine in Croazia, noti però come "gradine" o "gradisce" (dallo slavo grad, luogo fortificato). Le teorie sull'inizio di questa cultura considerano o che possa essere autoctona e neolitica, o che sia stata importata da due ondate migratorie successive, la seconda delle quali avrebbe introdotto l'incinerazione.
Altri castellieri in Italia si trovano in Veneto, in Liguria, in Emilia-Romagna, in Piemonte e in Lombardia, riferiti al popolo dei Liguri, ma anche in Puglia e sugli altopiani dell'appennino umbro-marchigiano, come ad esempio quelli del monte Orve o del monte Cassicchio sugli altopiani di Colfiorito e quello di Città di Fallera (comune di Piegaro) nella zona del lago Trasimeno. Si hanno alcuni resti di castellieri in Trentino, ad esempio sul monte Ozol in val di Non, e anche presso il monte Conero, dove sono noti col nome slavo di gradine.
È incerto, però, se ci fosse un'unità culturale fra le popolazioni di questi castellieri, ben comuni in molte parti dell'Europa.
Infatti, insediamenti simili sono stati rinvenuti anche nell'Europa centrale, riconducibili alle culture di Hallstatt e di La Tène, noti come burgwall o ringwal; presso Nizza e in Provenza, noti come castellar, forse dal termine usato in Liguria; nell'Europa settentrionale, noti come hill fort o fortezze di collina.
Spesso le loro ubicazioni ben difendibili sono state riutilizzate sia ai tempi degli antichi romani, sia durante il Medioevo, fino a diventare odierne città come Udine, Trieste e Pola.

## Classificazione
I castellieri si possono classificare in tre tipologie, a seconda del periodo storico:
- abitato fortificato: un gruppo di capanne organizzate in una zona facilmente difendibile;
- fortificazione d'appoggio: nei pressi del castelliere abitato o abitabile;
- fortificazione temporanea: non accoglie un abitato ma la località prescelta ad una possibile resistenza.